# NGC 1108
NGC 1108 este o galaxie lenticulară situată în constelația Eridanul. A fost descoperită în 31 octombrie 1886 de către Lewis A. Swift. Se află la o distanță de 120,23 de megaparseci de Pământ.